# Fredsaftalen i Stralsund
Fredsaftalen i Stralsund eller Stralsundfreden var en fredsaftale, der blev underskrevet d. 24. maj 1370, som afsluttede den anden dansk-hanseatiske krig mellem Hanseforbundet og Kongeriget Danmark. Hanseforbundet nåede sit magtmæssige højdepunkt med betingelserne i denne traktat.
Krigens begyndelse var i 1361, da den danske konge Valdemar Atterdag erobrede Skåne, Öland og Gotland, inklusive den vigtige hansestad Visby under slaget ved Visby. I 1362 blev et hanseatisk modangreb slået tilbage af den danske flåde ved Helsingborg. Dette tvang Hanseforbundet til at acceptere en våbenhvile, der kulminerede i den fredsaftale i Vordingborg (1365), som fratog forbundet mange af dets privilegier. Uvillige til at acceptere denne traktat rejste Hanseforbundet, der tidligere primært havde været en handelsunion snarere end en politisk alliance, en flåde gennem Köln-konføderationen i 1367 og de fornyede deres alliancer med Sverige. Valdemar og hans norske svigersøn Håkon 6. led herefter et knusende nederlag i de følgende kampe.
Traktaten blev forhandlet for Danmark af drost Henning Podebusk og for Hanseforbundet af borgmestrene Jakob Pleskow fra Lübeck og Bertram Wulflam fra Stralsund. I traktaten blev Visbys frihed genoprettet. Derudover måtte Danmark garantere Hanseforbundet fri handel i hele Østersøen. Danskerne måtte også afstå fra at opkræve skatter fra tyske købmænd i Skåne. Dette gav Hanseforbundet monopol på Østersøens fiskerihandel. Forbundet fik desuden retten til at nedlægge veto mod danske tronprætendenter.
Aftalen gav Hansestæderne slottene i Helsingborg, Malmø, Skanør og Falsterbo i besiddelse i 16 år, kontrol over Skånemarkedet i 15 år.